# Triadisches Ballett

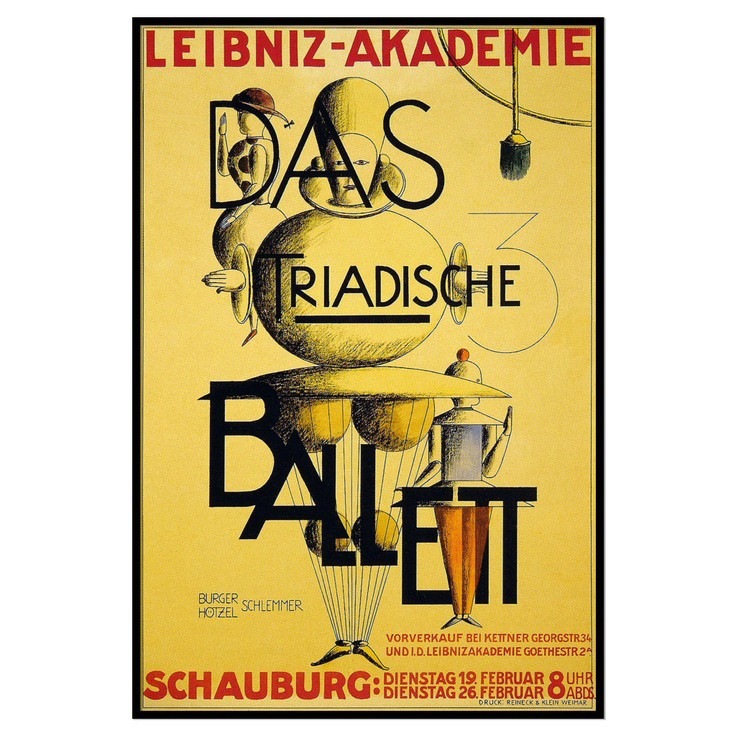
Das Triadische Ballett. Plakat für eine nicht realisierte Aufführung in Hannover, 19. + 26. Februar 1924, entworfen von Oskar Schlemmer.

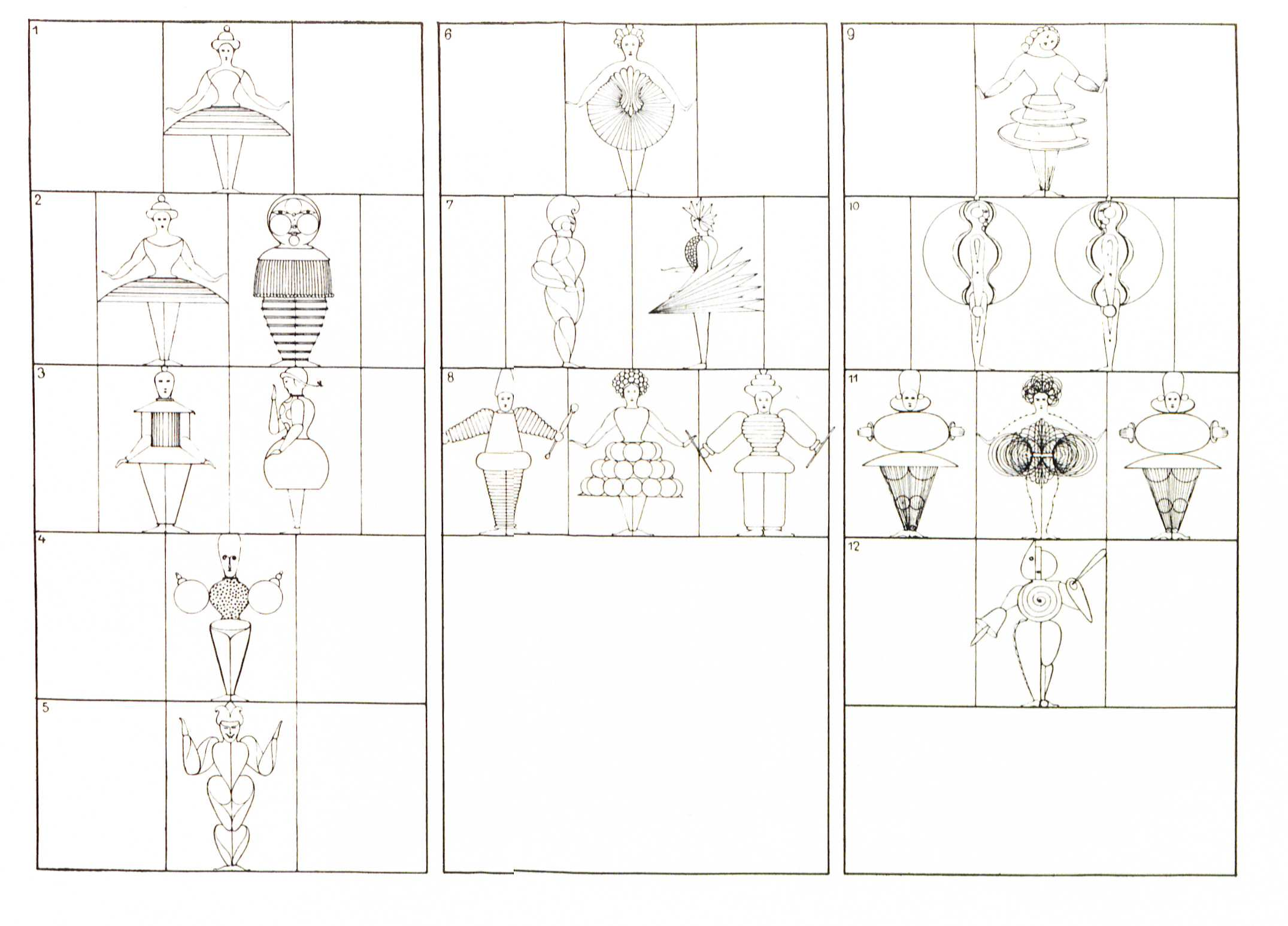
Choreographie

Das Triadische Ballett ist ein experimentelles Ballett von Oskar Schlemmer. Es entstand ab 1912 in Stuttgart in Zusammenarbeit mit den Tänzern Albert Burger und Elsa Hötzel, hatte dort am 17. Dezember 1916 eine Teil-Aufführung und am 30. September 1922 seine Uraufführung.

## Entstehungsgeschichte
Einige irrtümliche Annahmen über das Triadische Ballett haben weite Verbreitung gefunden, insbesondere heißt es des Öfteren fälschlich, Oskar Schlemmer sei der alleinige Schöpfer, ferner, dass das Ballett Anfang der 1920er Jahre am Bauhaus in Weimar entstanden und – nach der Premiere 1922 in Stuttgart – 1923 „am Bauhaus“ aufgeführt worden sei.
Tatsächlich beginnt die Entstehungsgeschichte in Stuttgart 1912, und „am Bauhaus“ ist es nie aufgeführt worden (wohl aber im Rahmen der Bauhausausstellung von 1923 in Weimar, wenn auch im Theater). Wesentlich zur Wiederentdeckung des Triadischen Balletts hat seit 1963 der Stuttgarter Tanzhistoriker Helmut Günther beigetragen, der anhand der Dokumente immer wieder auf die jahrelange gemeinsame Arbeit an der zunächst allein von dem Königlichen Hofopern-Tänzerpaar Albert Burger (1884–1970) und seiner Gattin Elsa Hötzel (1886–1966) ausgehenden Idee und Suche nach einem neuen, modernen Ballett verwiesen hat.

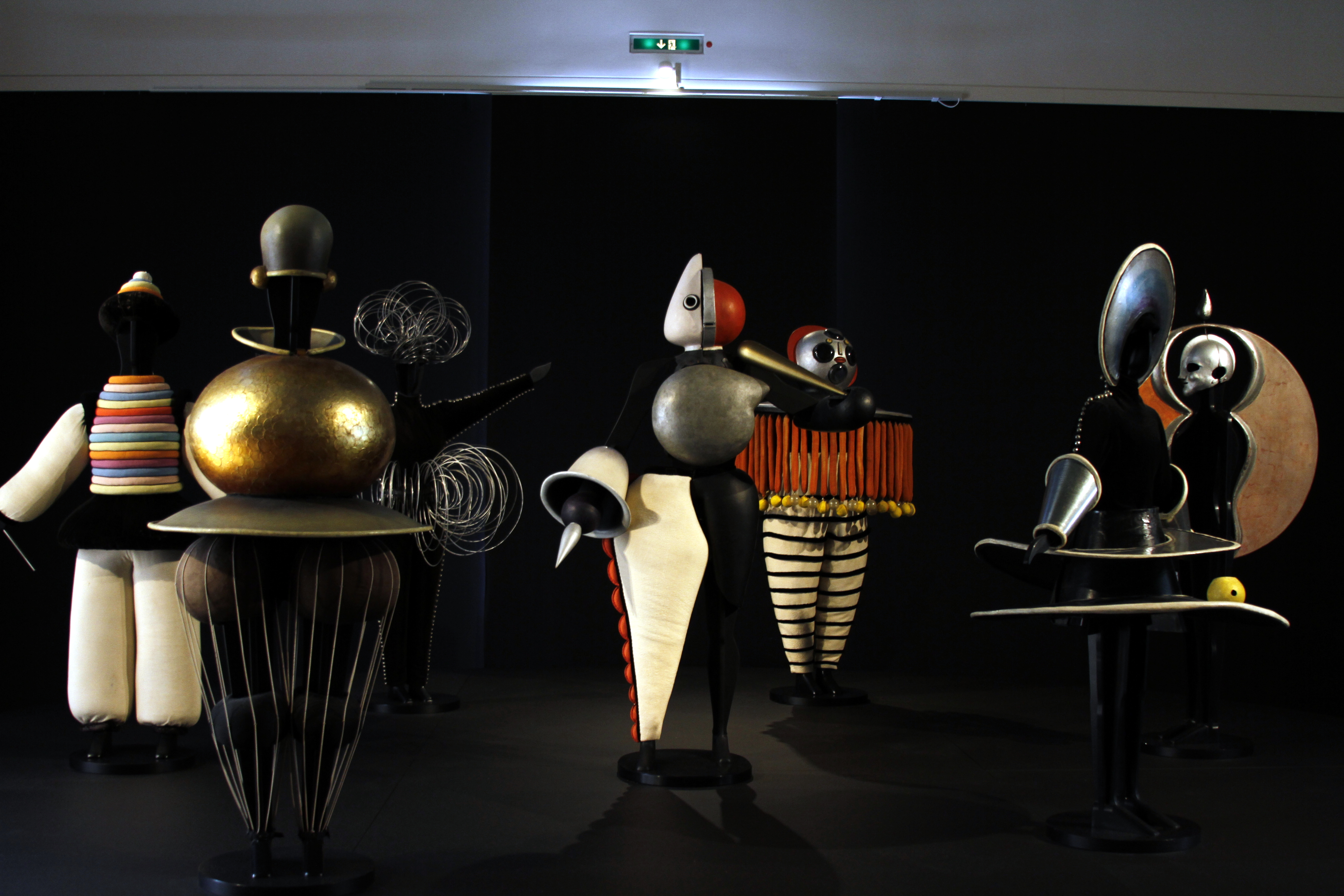
Figurinen des Triadischen Balletts in der Staatsgalerie Stuttgart

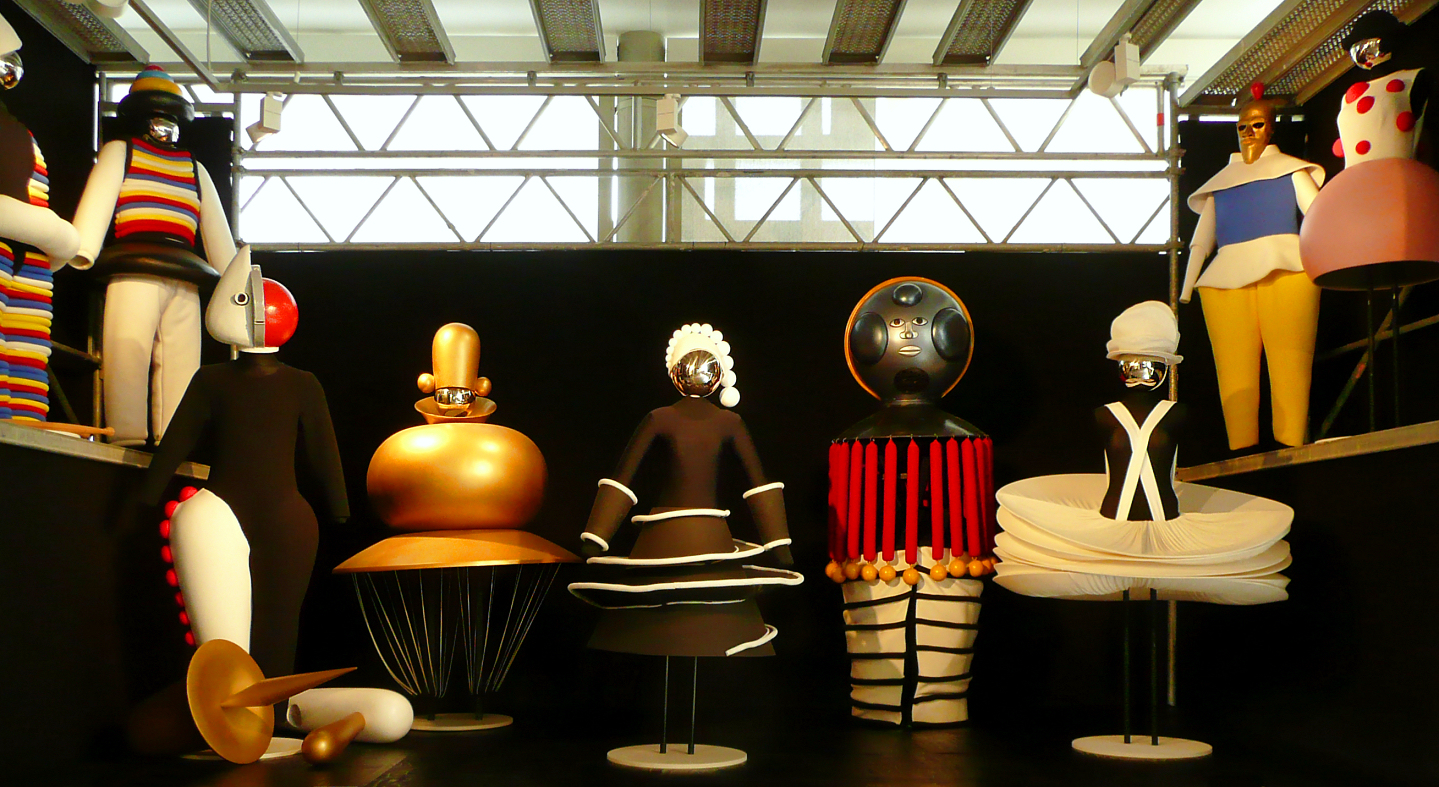
Nachgebildete Figurinen des Triadischen Balletts

Angeregt wurden Burger und Hötzel durch einen fünfmonatigen Fortbildungsurlaub in der „Rhythmischen Bildungsanstalt“ von Émile Jaques-Dalcroze in Hellerau 1912. Noch im gleichen Jahr konnte Burger unter den von ihm angesprochenen Malern Oskar Schlemmer für die moderne bildkünstlerische Gestaltung gewinnen, woraus sich jene langjährige Zusammenarbeit am Ballettprojekt ergab, in der Schlemmers Mitwirkung immer größeren Anteil nahm. Der dritte Partner in der Dreiheit von Tanz, Bildender Kunst und Musik wurde zunächst nicht gefunden, da Burger mit seiner Anfrage bei Arnold Schönberg („Ihre Musik, die ich aus dem hiesigen Konzert kenne, schien mir als die einzig geeignete für meine Ideen“) keinen Erfolg hatte.
1916 erhielt Schlemmer während seines Militärdienstes Urlaub von der Front, und so konnten er und die Burgers für einen Wohltätigkeitsabend seines Regiments in Stuttgart drei der bisher entstandenen Tänze (zu Musik von Enrico Bossi) aufführen. Diese Tänze wurden jedoch bis zur Uraufführung des Triadischen Balletts 1922 in Stuttgart offensichtlich deutlich verändert. Oskar Schlemmer selbst tanzte neben dem Tänzerpaar als dritter Tänzer unter dem Pseudonym Walter Schoppe mit.
Nach der Premiere 1922 kam es zu erheblichen Meinungsverschiedenheiten zwischen den Burgers und Schlemmer. Die Burgers „fühlen sich um ihren Anteil an der geistigen Urheberschaft des Balletts betrogen. Sie sind der Ansicht, dass Schlemmers Beitrag außer im Entwurf der Kostüme und Dekorationen zwar in der Erfindung von Tanzideen bestanden habe, nicht aber in der ihm auf dem [von ihm gestalteten] Programmzettel zugeschriebenen Tanzgestaltung im allgemeinen.“ Die Kostüme waren Eigentum der Burgers, welche die Herstellung bezahlt hatten. Nach einer juristischen Auseinandersetzung kam es am 14. Juni 1923 zu einer vertraglichen Vereinbarung, nach der Schlemmer die sechs von ihm getragenen Kostüme erhielt und beide Seiten das Recht, die fehlenden Kostüme zu ergänzen sowie das Recht, das Triadische Ballett eigenständig aufzuführen, wobei die Burgers verpflichtet wurden, hierbei Schlemmer für die Kostümentwürfe namentlich zu nennen. Die Burgers haben von ihrem Recht jedoch nur vereinzelt 1923 und 1924 Gebrauch gemacht, die fehlenden Kostüme (im Gegensatz zu Schlemmer) nicht mehr ergänzt und das Triadische Ballett als Ganzes nicht selbständig aufgeführt.

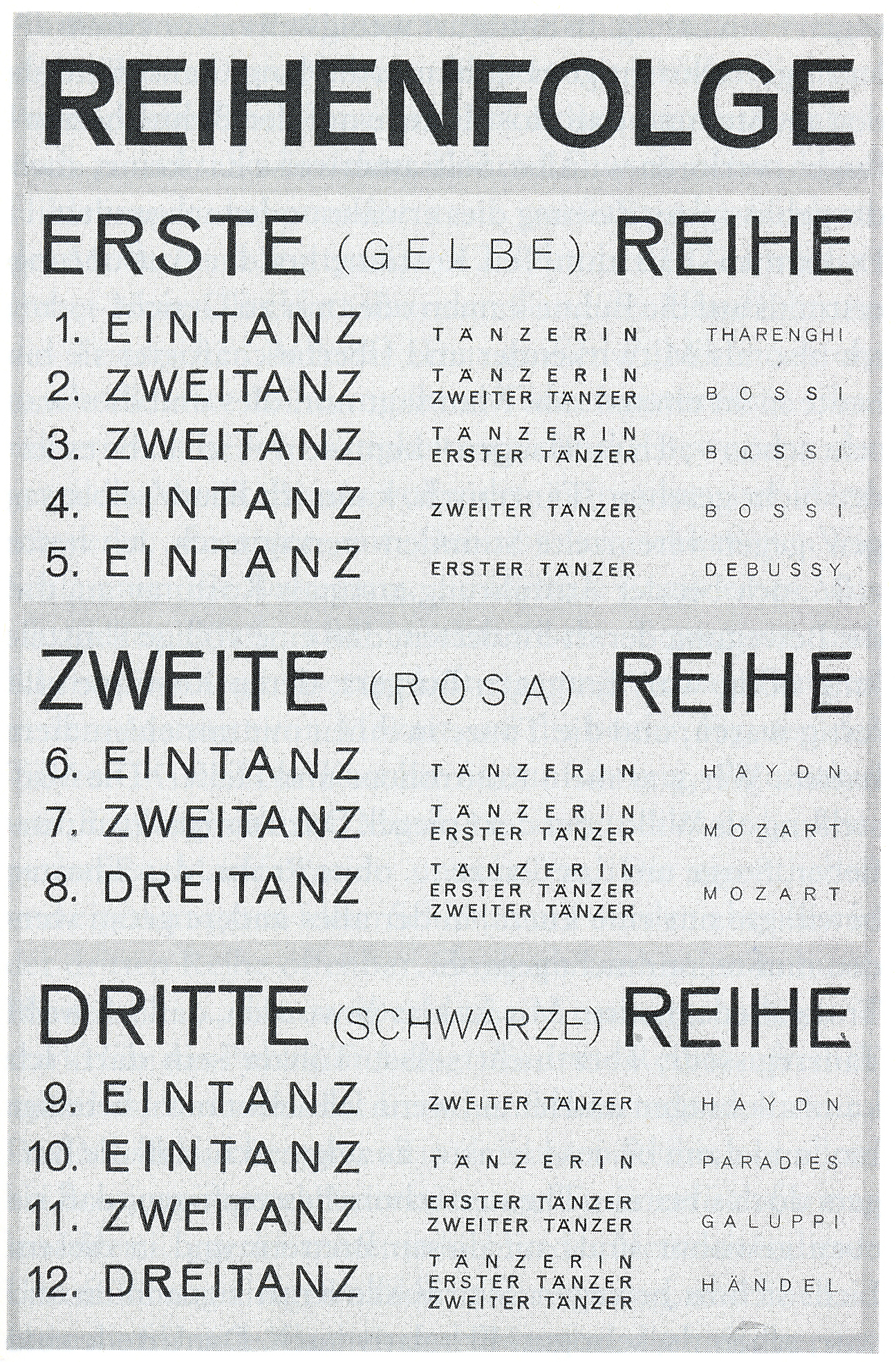
Das Triadische Ballett. Programmzettel der Uraufführung, Stuttgart 30. September 1922 (S. 3). Grafische Gestaltung: Oskar Schlemmer.

## Charakteristik
Schlemmer beschäftigte sich mit der korrespondierenden Beziehung zwischen Figur und Raum. Da er die Fixierung der Bewegungen in plastischen Werken als einschränkend empfand, wählte er den Tanz als darstellerische Alternative. Drei Tänzer (eine Tänzerin und zwei Tänzer) tanzen zwölf Tänze in insgesamt achtzehn Kostümen. Es entstehen außerdem, jedoch unabhängig vom Triadischen Ballett und im Gegensatz zu diesem an der von Schlemmer geleiteten Bauhausbühne Werke wie Metalltanz, Glastanz, Reifentanz und Kulissentanz.
Triadisch ist abgeleitet von griechisch Dreiklang, und bezeichnet die mehrschichtige, dreifache Ordnung, die diesen Tänzen zugrunde liegt:
- der choreographische Komplex Kostüm – Bewegung – Musik
- die physischen Attribute Raum – Form – Farbe
- die drei Raumdimensionen Höhe – Breite – Tiefe
- die drei geometrischen Grundformen Kreis – Quadrat – Dreieck
- die Grundfarben Rot – Gelb – Blau

Akteure sind drei Figuren.

Ein Tagebucheintrag Schlemmers aus dem September 1922 lautet: 

„(…) Das Triadische Ballett, das mit dem Heiteren kokettiert, ohne der Groteske zu verfallen, das Konventionelle streift, ohne mit dessen Niederungen zu buhlen, zuletzt Entmaterialisierung der Körper erstrebt, ohne sich okkultisch zu sanieren, soll die Anfänge zeigen, daraus sich ein deutsches Ballett entwickeln könnte, das in Stil und Eigenart so verankert wäre, um sich gegenüber vielleicht bewundernswerten, doch wesensfremden Analogien zu behaupten (schwedisches, russisches Ballett).“

Das Triadische Ballett ist in erster Linie durch die Gestaltung seiner Figuren, durch die Kostüme gekennzeichnet und einmalig. Die einfache, klare Gestaltung unter Verwendung geometrischer Formen entspricht seiner aus seinen Studien und Bildern bekannten Formensprache. Die Abstraktion des menschlichen Körpers verleugnet diesen jedoch keineswegs, sondern überhöht und akzentuiert dessen allgemeine Eigenschaften, dessen Geometrie. Die Kostüme geben den Figuren aber auch Individualität und schaffen Eigenarten, die sowohl formalen Genuss bieten, als auch Komik verleihen.

„Übrigens wird dem Theater auch am Bauhaus langsam ein Tor geöffnet. Durch eines ist Schreyer eingezogen, Dichter und Maler zugleich, aber im 'Sakralen'. Mir bliebe ergänzend der Tanz und das Komische, zu dem ich mich gern, d.h. neidlos bekenne.“

Die Figurinen tragen Titel wie „Spirale“ oder „Drahtfigur“. Einige der Kostüme des Triadischen Balletts sind erhalten und in der Staatsgalerie Stuttgart zu sehen. Wesentliche Texte zur Theorie, zusätzlich auch von seiner Frau Tut Schlemmer als der Kostümbildnerin, sind an etwas abgelegener Stelle 1998 in einem Lehrer-Schüler-Heft zusammengestellt worden. Zudem sind seit dem Herbst 2009 mehrere Originalkostüme als Leihgaben im Museo Reina Sofía in Madrid ausgestellt.

## Aufführungen
- 7. Dezember 1916 in Stuttgart (Stadtgarten), Teil-Uraufführung
- 30. September 1922 in Stuttgart (Württ. Landestheater, Kleines Haus), Uraufführung
- 16. August 1923 in Weimar (Deutsches Nationaltheater) (leicht verändert)
- 25. und 26. August 1923 in Dresden (Jahresschau Deutscher Arbeit) (dito)
- 25. und 26. Juli 1926 zu den Donaueschinger Kammermusik-Tagen in Donaueschingen (deutlich verändert)
- 4. Juli 1932 in Paris (Concours de Chorégraphie, Thèâtre des Champs Elysées) (stark verändert)

Die Aufführung einzelner Tänze durch Albert Burger und Elsa Hötzel am 2. Juli 1923 in Stuttgart (Württ. Landestheater), Wiederholung am 10. Dezember 1923, ferner ebd. im Januar 1924 gelten nicht als Aufführungen des Triadischen Balletts. Das betrifft auch die Verwendung von Kostümen in der „Großen Frankfurter Brückenrevue“ vom 15.–18. August 1926 in Frankfurt am Main (Festhalle), das Vermieten von Kostümen für die Revue „Wieder Metropol“ in Berlin ab 16. September 1926 fast drei Monate lang (Metropoltheater, Choreographie: Katharina Devillier) sowie die Nutzung von Kostümen durch Oskar Schlemmer für Tänze bei den Bauhaus-Festen, beispielsweise am 9. Juli 1927.
Rekonstruktionen, u. a.:
- 1970 in München (durch Margarete Hasting)
- 1977 in West-Berlin (Akademie der Künste, durch Gerhard Bohner)
- 2014 in München (Bayerisches Staatsballett, Juniorcompany II, Reithalle) und Berlin (Akademie der Künste, Hanseatenweg) (Neuinszenierung der Rekonstruktion der choreographischen Neufassung von Gerhard Bohner durch Ivan Liška und Colleen Scott, gefördert von TANZFONDS ERBE, eine Initiative der Kulturstiftung des Bundes). Seit 2018 getanzt vom Bayerischen Junior Ballett München mit zahlreichen Gastspielen im In- und Ausland.
- 2015/17 in Düsseldorf durch das Theater der Klänge, Inszenierung: Jörg Udo Lensing. Choreografie: Jacqueline Fischer. Premiere im Forum Freies Theater und tanzhaus nrw, sowie in Dortmund, Theater im Depot, darüber hinaus mehrere Gastspiele.
- 14./16. Juni 2019 Krefeld, Open Air Aufführungen vom Theater der Klänge auf dem Willy-Göldenbach-Platz im Rahmen bauhaus100
- 20. Juni 2019 in Darmstadt (Staatstheater Darmstadt) im Rahmen des BAUWHAT?-Festivals

## Musik
Anfänglich wurden die Tänze zu Musik von Mario Tarenghi, Enrico Bossi, Debussy, Haydn, Mozart, Domenico Paradies, Baldassare Galuppi und Händel aufgeführt. In Donaueschingen kam eine Neukomposition von Paul Hindemith für Mechanische Orgel zur Verwendung, aufgeführt von Hermann Scherchen. Die choreographisch sehr vom Triadischen Ballett abweichenden Aufführungen in Frankfurt und Berlin hatten Begleitmusik von Bruno Hartl bzw. Salvino Bertuch. Für den Choreographischen Wettbewerb in Paris 1932 verwendete Schlemmer eine Tanzsuite von Alois Pachernegg nach alten Meistern mit dem Titel Deutsches Barock. – Margarete Hasting (1970) und Gerhard Bohner (1977) arbeiteten mit extra komponierter Musik von Erich Ferstl bzw. von Hans-Joachim Hespos.
Die Düsseldorfer Neu-Inszenierung 2014/15 des Theaters der Klänge beauftragte den Komponisten Thomas Wansing mit einer Neu-Komposition für kleines Ensemble (Klavier, Cello, Schlagzeug), einer Besetzung, wie sie Schlemmer bei seinen Aufführungen in ähnlicher Form nutzte.

## Fotografie
Aus der Zeit der frühesten Aufführungen existieren nur vereinzelte Fotos. Eine Serie berühmter Szenen- und Einzelaufnahmen der Tänze und Figuren entstand 1926 durch den Fotografen Karl Grill (1889–1966) in Donaueschingen. Ernst Schneider fertigte 1926 gestellte Gruppenfotos „Gesamtübersicht“  auf der Grundlage der Metropolaufführung in Berlin an, von denen Schlemmer eines für das „Regieheft Hermann Scherchen“ verwendete.